# Heteralonia mesomelaena
Heteralonia mesomelaena är en tvåvingeart som först beskrevs av Lichtenstein 1796.  Heteralonia mesomelaena ingår i släktet Heteralonia och familjen svävflugor. Inga underarter finns listade i Catalogue of Life.